# Сонгберд
Сонгберд је слободан музички плејер отвореног кода и интернет прегледач.

## Карактеристике
- Доступан је на оперативним системима Windows XP, Windows Vista и Mac OS X 10.5. У априлу 2010, најављено је обустављање подршке за линуксове платформе.
- Подршка за многе звучне формате (MP3, AAC, Ogg Vorbis, FLAC, Apple Lossless, WMA итд.)
- Подршка за прилагођене теме
- Преузимање MP3 датотека
- Подршка за Last.fm
- Подршка за Insound.com и HypeMachine
- Last.fm радио